# Nobressart
Nobressart (niem. Elchenroth; wa. Nåbrissåt; lb. Gehaanselchert) – dzielnica (section) gminy Attert w Belgii, w Regionie Walońskim, w prowincji Luksemburg, w okręgu Arlon. 1 stycznia 2020 roku liczyła 1166 mieszkańców. Do 31 grudnia 1976 r. samodzielna gmina. 

## Demografia
Liczba mieszkańców, stan na 1 stycznia:
| Rok                | 1930 | 1947 | 1961 | 2020 |
| ------------------ | ---- | ---- | ---- | ---- |
| Liczba mieszkańców | 1002 | 865  | 741  | 1166 |